# Incasarcus viracocha
Incasarcus viracocha is een hooiwagen uit de familie Gonyleptidae.